# Mike Esposito (football américain)
Pour l’article homonyme, voir Mike Esposito.
(en) Statistiques sur pro-football-reference
Michael John Esposito (né le 24 avril 1953 à Everett) est un joueur américain de football américain évoluant au poste de running back.

## Carrière

### Université
Esposito étudie au Boston College où il fait une belle carrière comme running back. En 1974, il devient le joueur du Boston College ayant parcouru le plus de yards sur des courses, remplaçant Fred Willis. Le record d'Esposito sera battu douze ans plus tard par Troy Stradford.

### Professionnel
Mike Esposito est sélectionné au septième tour du draft de la NFL de 1975 par les Falcons d'Atlanta au 159e choix. Il ne joue pas la saison 1975 mais intègre l'effectif des Falcons en 1976 où il inscrit deux touchdowns en dix matchs. La saison suivante, il entre lors de quatorze matchs et entre durant tous les matchs de la saison 1978 mais ne fait que sept courses. Il est libéré par la franchise de Géorgie et ne rejoue plus en professionnel.